# Inglaterra en la Copa Mundial de Rugby de 1987
La Rosa fue una de las 16 naciones invitadas por World Rugby, en su calidad de miembro pleno, a participar de la Copa Mundial de Rugby de 1987 que se celebró en Nueva Zelanda.
El debut mundialista inglés vio al peor seleccionado en el amateurismo. Inglaterra llegó siendo último del Torneo de las Cinco Naciones 1987 y con un equipo recién en formación.

## Plantel

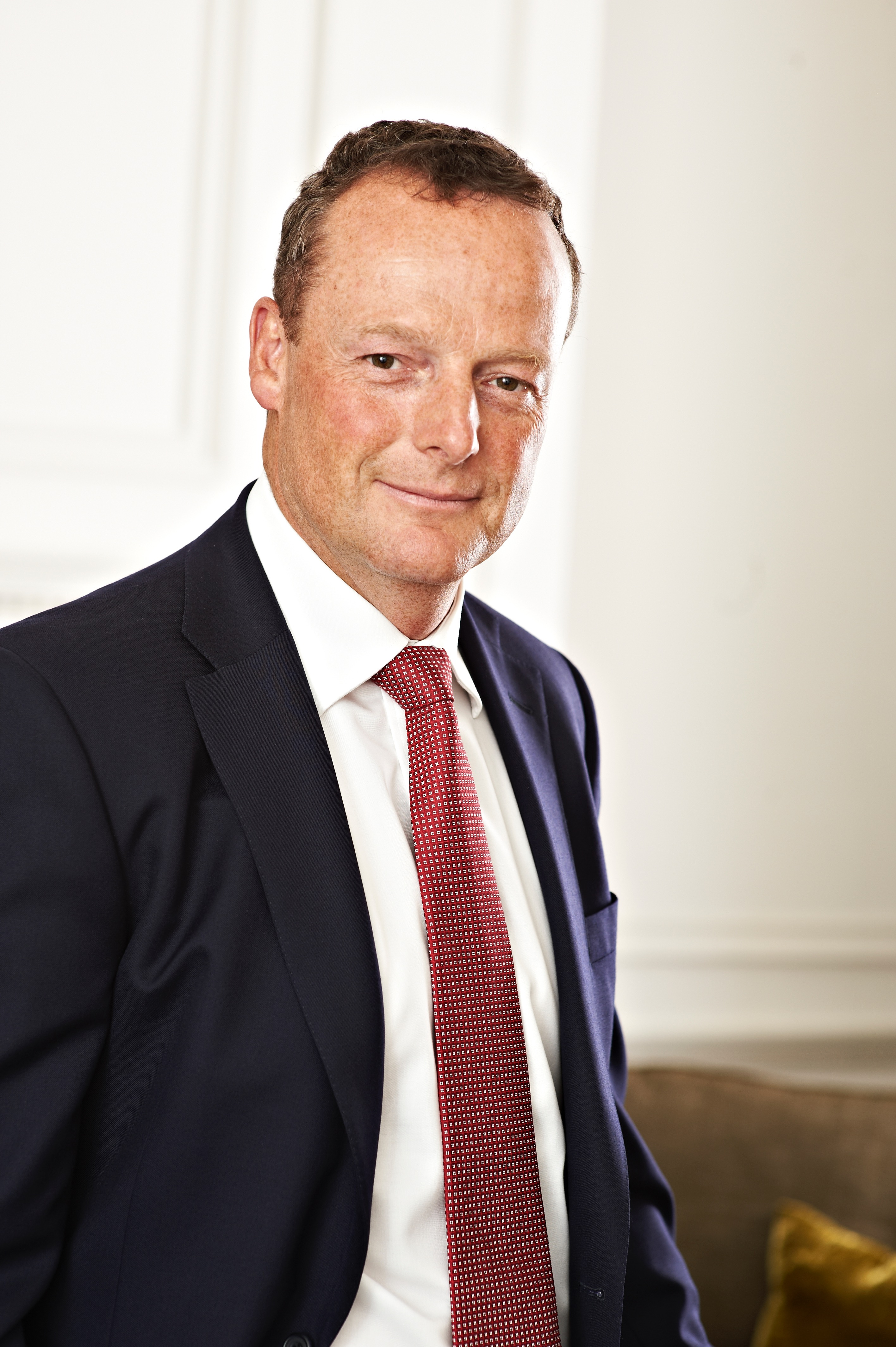
Jonathan Webb llegó como la promesa.

Las edades corresponden al 8 de junio de 1987, último partido de Inglaterra.
|                          | Jugador            | Edad    | Posición      | Tests | Equipo                   |
| ------------------------ | ------------------ | ------- | ------------- | ----- | ------------------------ |
| Hookers y Pilares        |                    |         |               |       |                          |
|                          | Gareth Chilcott    | 30 años | Pilar         | 5     | Bath Rugby               |
|                          | Graham Dawe        | 27 años | Hooker        | 3     | Bath Rugby               |
| 2                        | Brian Moore        | 25 años | Hooker        | 1     | Nottingham Rugby         |
| 3                        | Gary Pearce        | 31 años | Pilar         | 31    | Northampton Saints       |
|                          | Jeff Probyn        | 31 años | Pilar         | 0     | Wasps RFC                |
| 1                        | Paul Rendall       | 33 años | Pilar         | 7     | Wasps RFC                |
| Segundas líneas          |                    |         |               |       |                          |
|                          | Steve Bainbridge   | 30 años | Segunda línea | 18    | Fylde Rugby Club         |
| 4                        | Wade Dooley        | 29 años | Segunda línea | 12    | Preston Grasshoppers     |
| 5                        | Nigel Redman       | 22 años | Segunda línea | 4     | Bath Rugby               |
| Alas y Octavos           |                    |         |               |       |                          |
|                          | Dave Egerton       | 25 años | Octavo        | 0     | Bath Rugby               |
|                          | Jon Hall           | 25 años | Ala           | 19    | Bath Rugby               |
| 7                        | Gary Rees          | 27 años | Ala           | 7     | Nottingham Rugby         |
| 8                        | Dean Richards      | 23 años | Octavo        | 3     | Leicester Tigers         |
| 6                        | Peter Winterbottom | 27 años | Ala           | 26    | Leeds Tykes              |
| Medios scrums            |                    |         |               |       |                          |
| 9                        | Richard Harding    | 33 años | Medio scrum   | 4     | Bristol Bears            |
|                          | John Hill          | 26 años | Medio scrum   | 8     | Bath Rugby               |
| Aperturas y Centros      |                    |         |               |       |                          |
|                          | Rob Andrew         | 24 años | Apertura      | 12    | Nottingham Rugby         |
|                          | Fran Clough        | 24 años | Centro        | 2     | Orrell R.U.F.C.          |
|                          | Huw Davies         | 28 años | Apertura      | 1     | Wasps RFC                |
| 12                       | Jamie Salmon       | 27 años | Centro        | 11    | Harlequins FC            |
| 13                       | Kevin Simms        | 22 años | Centro        | 10    | Liverpool St Helens F.C. |
| 10                       | Peter Williams     | 28 años | Apertura      | 1     |                          |
| Fullbacks y Wings        |                    |         |               |       |                          |
|                          | Mark Bailey        | 26 años | Wing          | 2     | Wasps RFC                |
| 14                       | Mike Harrison      | 31 años | Wing          | 9     | Wakefield RFC            |
|                          | Marcus Rose        | 30 años | Fullback      | 9     | Harlequins FC            |
| 11                       | Rory Underwood     | 23 años | Wing          | 16    | Leicester Tigers         |
| 15                       | Jonathan Webb      | 23 años | Fullback      | 0     | Bristol Bears            |
| Entrenador: Martin Green |                    |         |               |       |                          |

## Participación

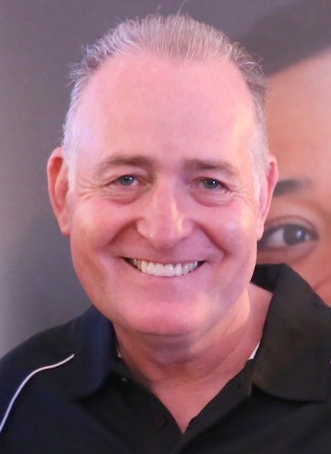
El australiano Campese les anotó un try que debió ser invalidado por knock-on.

La Rosa integró el grupo A con las Águilas, Japón y los favoritos Wallabies. Se estimaba dos victorias y la caída ante los últimos.
La prueba debut contra la Australia de Alan Jones fue una derrota trabajada Alan Jones de los oceánicos que jugaron de local en el Concord Oval e impusieron a: Andy McIntyre, Steve Cutler, la estrella Simon Poidevin, Nick Farr-Jones, el capitán Andrew Slack y David Campese.

### Fase final
En los cuartos se cruzaron ante los Dragones rojos del entrenador Tony Gray, quien diagramó: Alan Phillips, el capitán Dick Moriarty, Gareth Roberts, Robert Jones, John Devereux y la estrella Ieuan Evans.
Gales triunfó mediante una paliza de 3 tries y a la postre sería su mejor participación histórica.

## Legado
La derrota en cuartos fue vista como un fracaso para los creadores del rugby y el director técnico Green fue despedido.
Egerton falleció en la pandemia de COVID-19.